# Aspasia

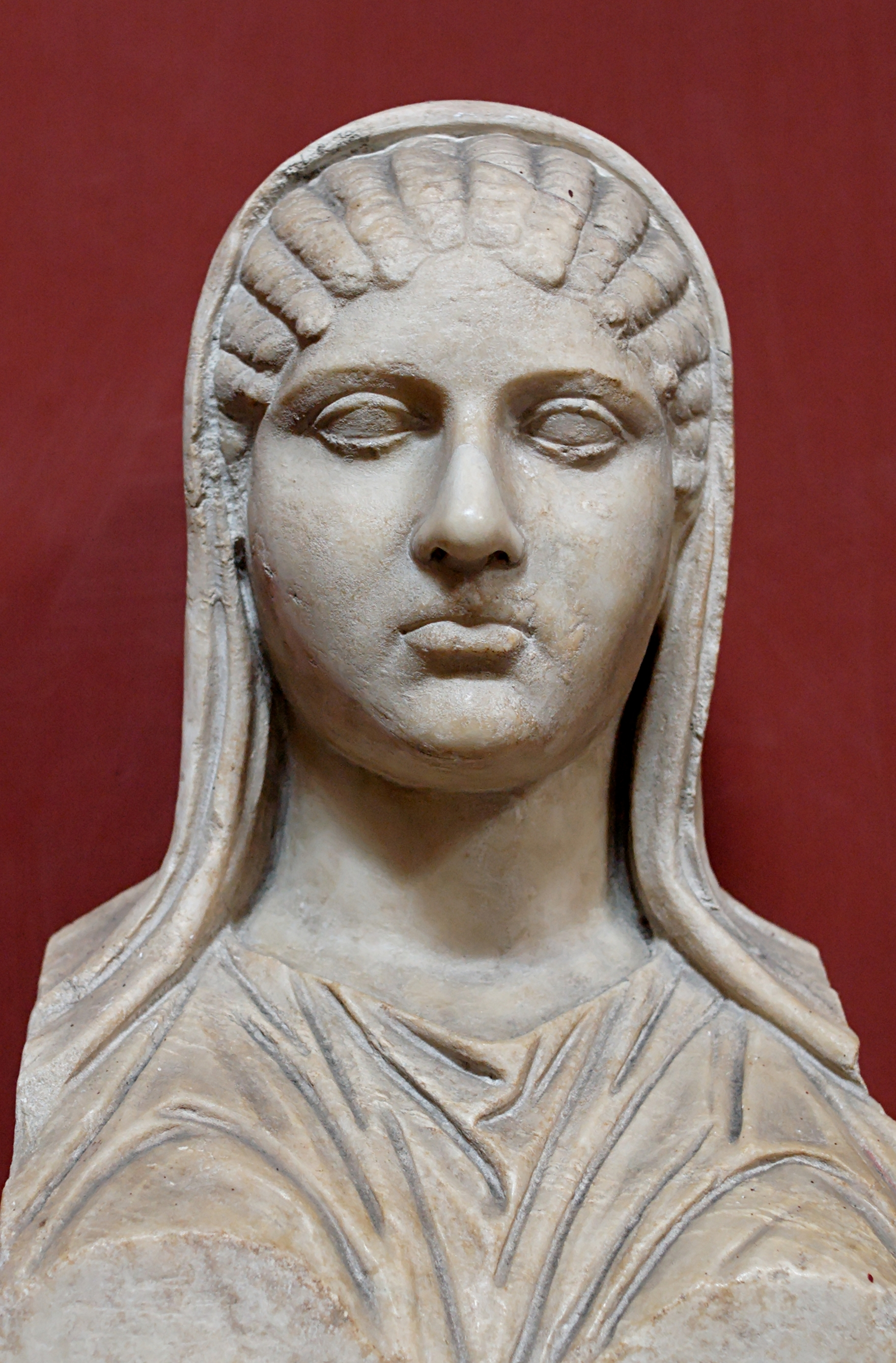
Aspasia na kopii pohřební stély

Aspasia, řecky Ἀσπασία (asi 470 př. n. l. – asi 400 př. n. l.) byla pravděpodobně manželka řeckého politika a vojevůdce Perikla. Měla pocházet z Mílétu. Byla prostitutkou a filozofkou. O jejím skutečném životě není mnoho známo, existuje však řada legend a Aspasia se stala patrně jakýmsi symbolem ženství ve starém Řecku. Někteří moderní autoři (např. Madeleine Henryová) zpochybnili její reálnou existenci, neboť ji nezaznamenali žádní starořečtí historici (např. Thúkydidés), jen filozofové či literáti. Ve svých filozofických dílech jí zmiňuje Platón či Xenofón, stala se také objektem ztvárnění umělců – ve starém Řecku dramatika Aristofana (divadelní hra Acharňané), v moderní éře např. Lydie Marie Childové (román Philothea), Waltera Savage Landora (román Pericles and Aspasia), Roberta Hamerlinga (román Aspasia), Giacomo Leopardiho (báseň Aspasia), Gertrude Athertonové (román The Immortal Marriage) či Taylora Caldwella (román Glory and the Lightning).